# 救世基督像
救世基督像（葡萄牙語：Cristo Redentor），又名耶穌像，是一座裝飾藝術风格的大型耶穌基督雕像，位于巴西的里約熱內盧，是该市的标志，也是世界最闻名的纪念雕塑之一，2007年入选世界新七大奇迹。
基督像落成于1931年，总高38米，站立在里約熱內盧國家森林公園中高710米的駝背山頂，俯瞰着整个城市。張開雙臂欢迎来自世界各地的游客，是巴西人民热情接纳和宽阔胸怀的象征。

## 地理位置
基督像位于巴西里约热内卢市的驼背山山顶，山高710米。基督像身高30米，站立在8米的基座上，基座同时也是一座能够容纳150人的天主教教堂。基督像总重1145吨，张开的双臂横向总长28米。

## 歷史
在驼背山上建造一座雕像的想法始于1850年代中期，那時一個天主教司铎佩德罗·玛丽亚·博斯請求巴西帝国的伊莎貝爾公主籌措資金建造一座大型的宗教紀念物。伊莎貝爾公主對這個主意不是很在意，而當巴西在1889年成為共和國后，這个设想完全被政府否定，因為当时的法律強制規定必须政教分離。
第二次「在山上建立一個地標」的提議是里約熱內盧大主教在1921年所提出。大主教組織了一個叫做「紀念像週」（Semana do Monumento）的活動來吸引捐款，捐款者主要是巴西的天主教徒。基督雕像的設計要求包括：须代表基督教的十字架，有一座手持地球的耶穌基督像和一個象徵世界的基座。最後選擇了「救世基督展開雙臂」為設計外型。
這座紀念雕像由法國紀念碑雕刻家保羅·蘭多斯基設計，当地的工程師海托·达·席爾瓦·科斯卡監督建設。一组工程師和技師團研究了蘭多斯基的设计方案，並決定以鋼筋混凝土代替鋼材，以便更適合十字架形状的雕像。科斯卡和蘭多斯基決定以皂石作為雕像的外層材料，因為它有柔韧性高的特点，而且能够抵抗惡劣的天氣。里约热内卢还特意建造了駝背山的上山鐵路，以便将打造雕像所需的大块石料运到山顶。
1931年10月12日在驼背山上举行了盛大的落成典礼，巴西总统瓦加斯为塑像剪彩，这一天是巴西主保阿帕雷西达圣母的纪念日——圣母显灵日（又称守护神节）。落成典礼的一大亮点是照明系统的启动，原本计划是由意大利发明家马可尼从他在那不勒斯的遊船上，通过他发明的无线电启动开关，但是由于当天天气状况恶劣，信号强度受到影响，最终不得不改由駝背山上的工作人员手工开启。
2006年10月12日，在塑像落成75周年庆典上，里约热内卢的總主教欧瑟比欧·奥斯卡·舍伊德枢机在塑像下为圣母显灵日做彌撒，並宣布这座基督像被列为朝圣圣地。

## 游览
游客可以從公路或乘坐科科瓦多山鐵路上山游览。以前列車到達終點後人们还需要爬上222级階梯才能到達雕像，这對行動不便者和老年人是一大障礙。2002年的古蹟大整修中，雕像附近安裝了三座全景升降机和四座電扶梯。
另外，從雅丁波卡尼科区的帕奎公園有條有點費力的捷径步道通往山顶。

## 文化

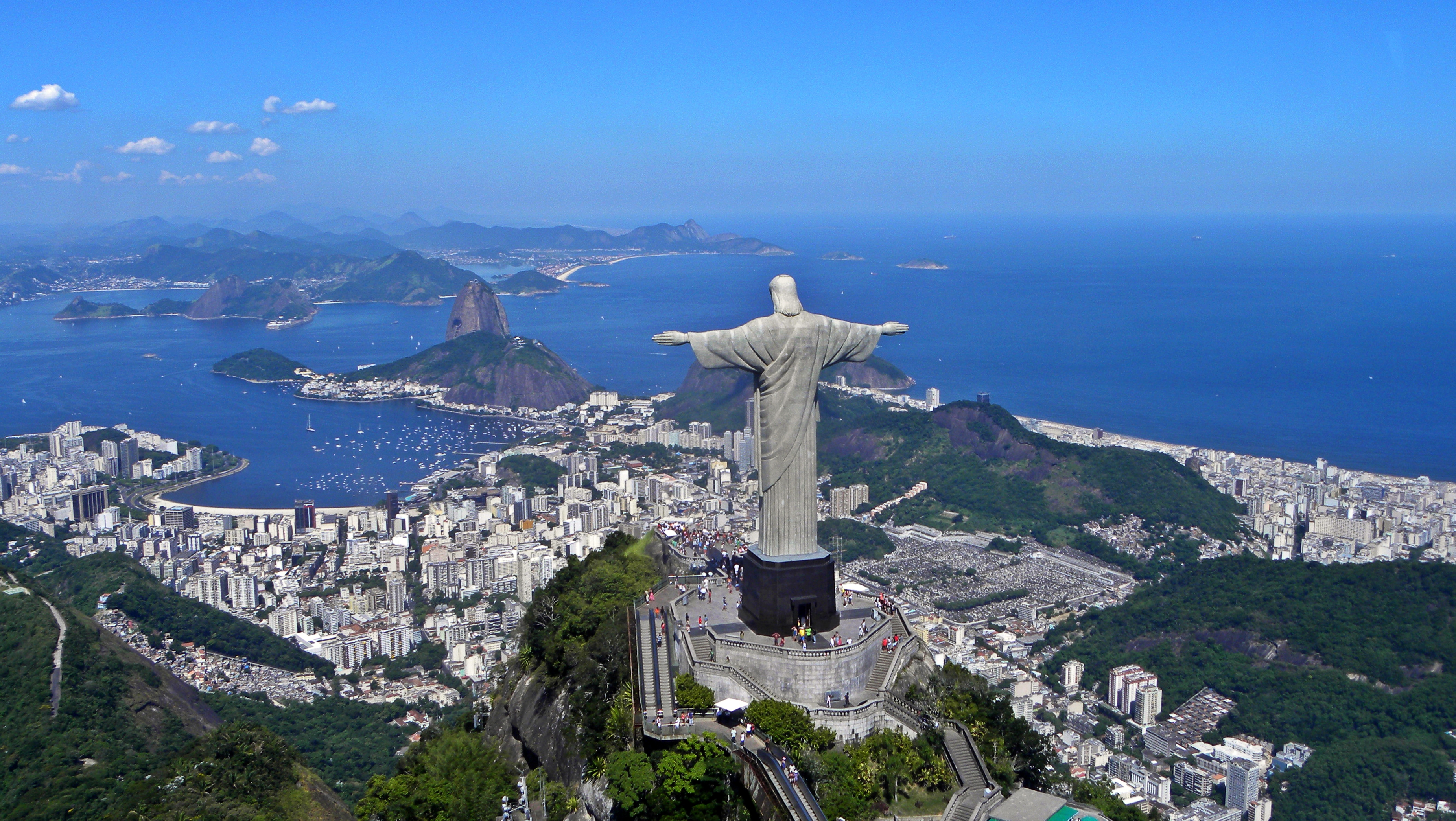
里約熱內盧救世基督像。

- 美國爵士鋼琴師皮爾森公爵因為此雕像得到靈感而做了一首歌《Cristo Redentor》，這首歌出現在多納德·拜德1963年的專輯《A New Perspective》。
- 巴西的巴薩諾瓦作曲家安東尼奧·卡洛斯·若賓的歌《Corcovado》也是從此雕像得到靈感而創作，在《Samba do Avião》也再度提及。
- 1999年12月7日，奥地利定點跳傘運動員（Felix Baumgartner）借助绳索攀爬上基督像右臂，然后携带降落伞成功跳下。
- 電影《2012》當中，曾出現基督像因為大規模地震倒塌全毀的畫面。
- 2023年11月17日至19日期間，里約市政廳計劃利用投影給雕像「穿」上美國歌手泰勒·斯威夫特的歌曲《You Belong With Me》音樂MV中的T恤，以致敬斯威夫特於這三天舉辦的時代巡迴演唱會里約站。[13]

## 照片集

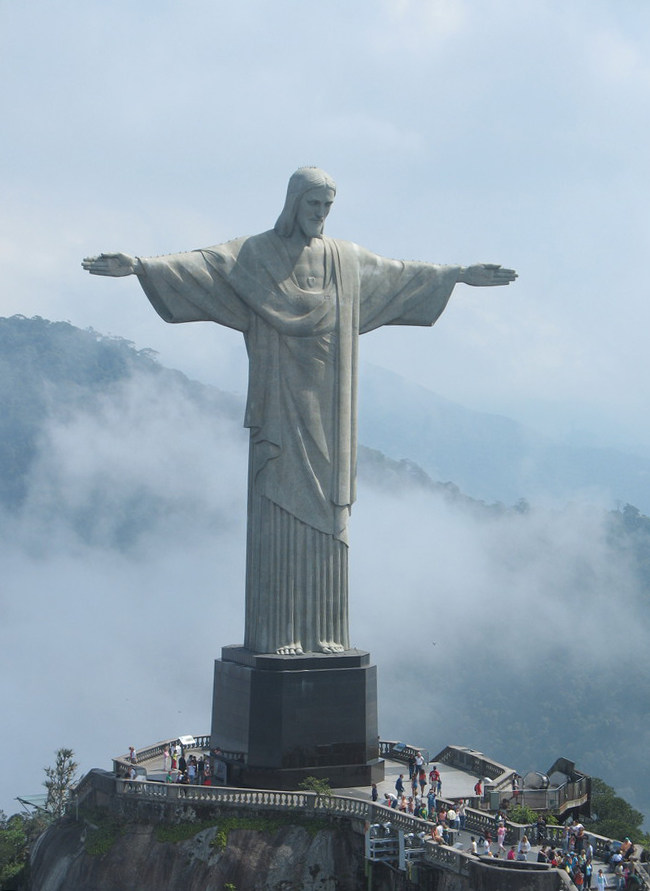
俯瞰基督像
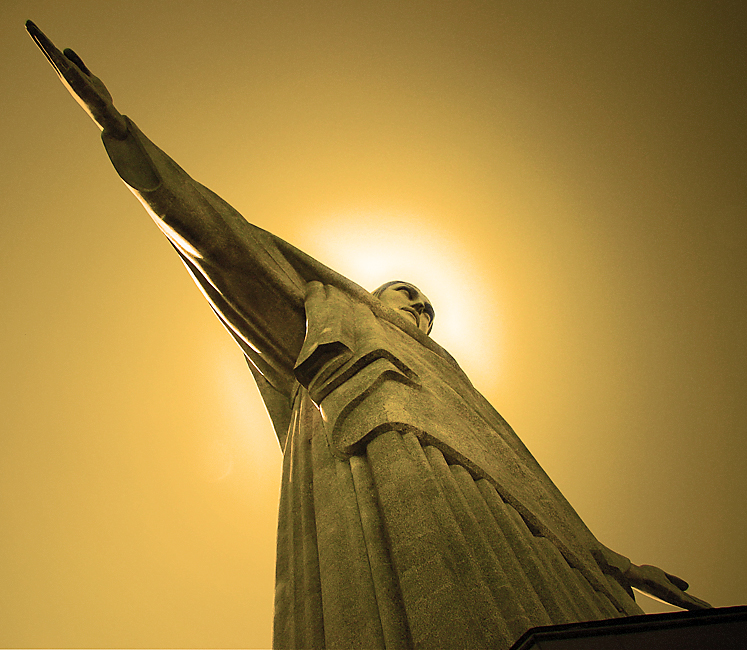
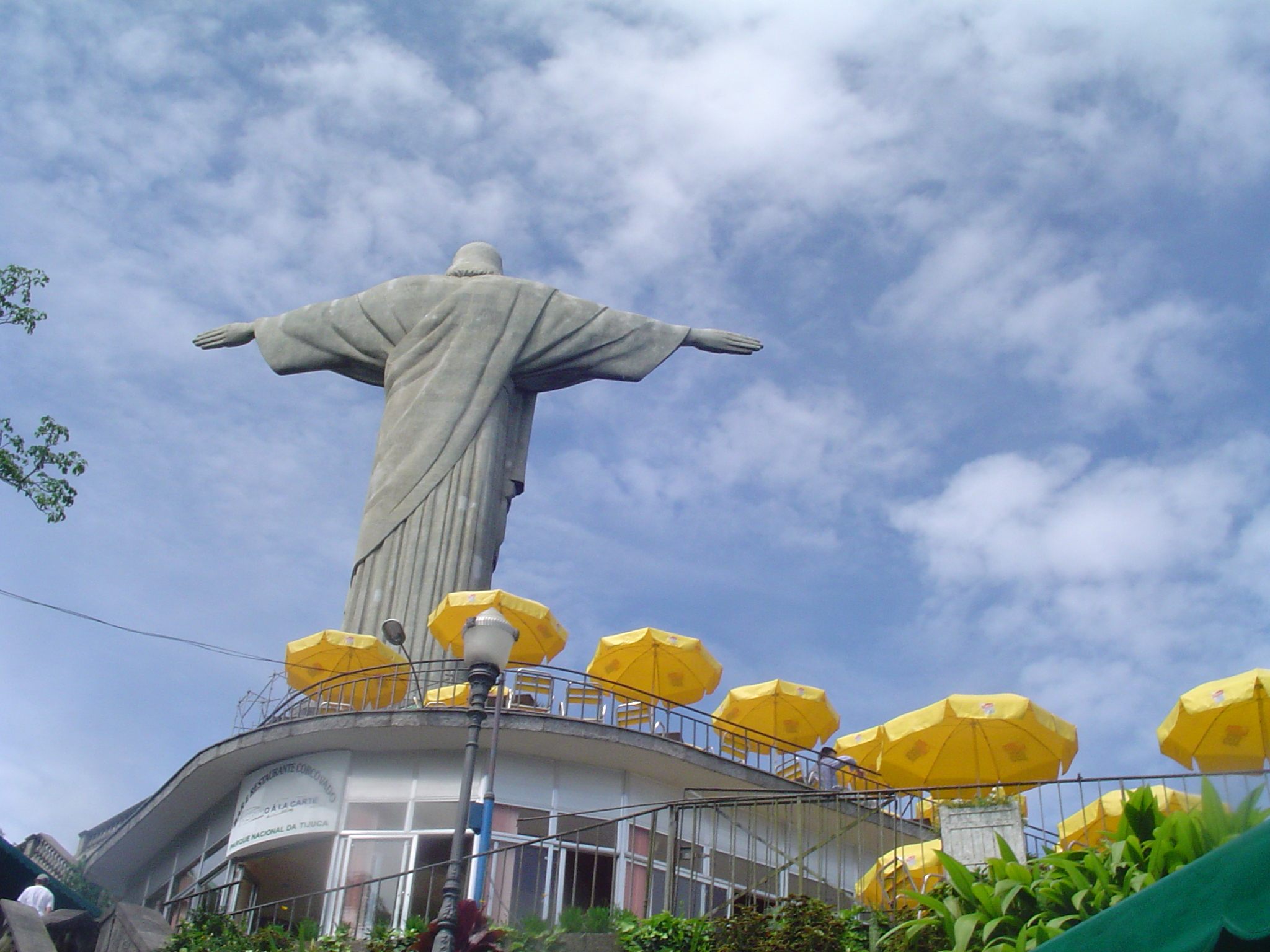
救世基督像的背面
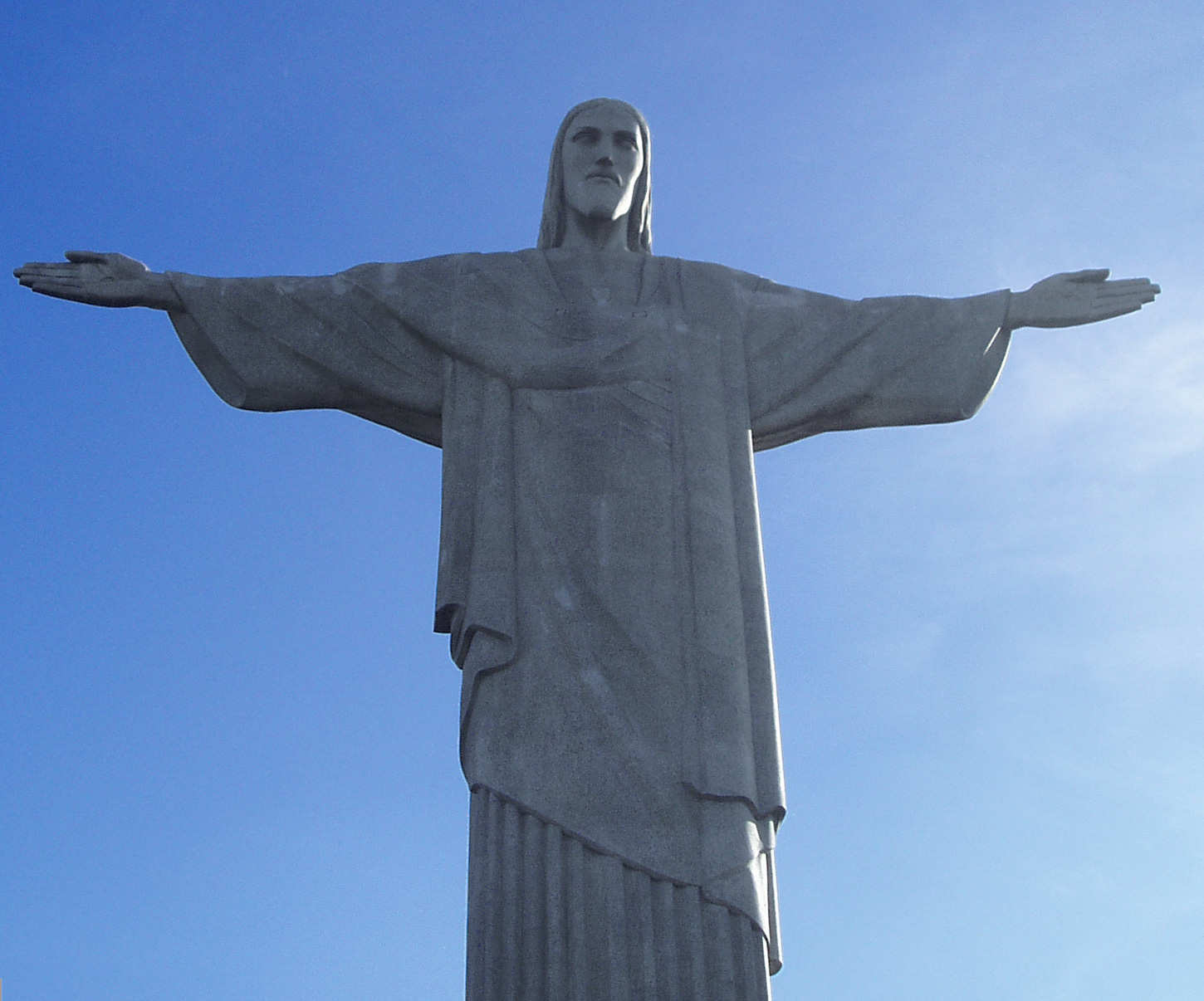
救世基督像的正面
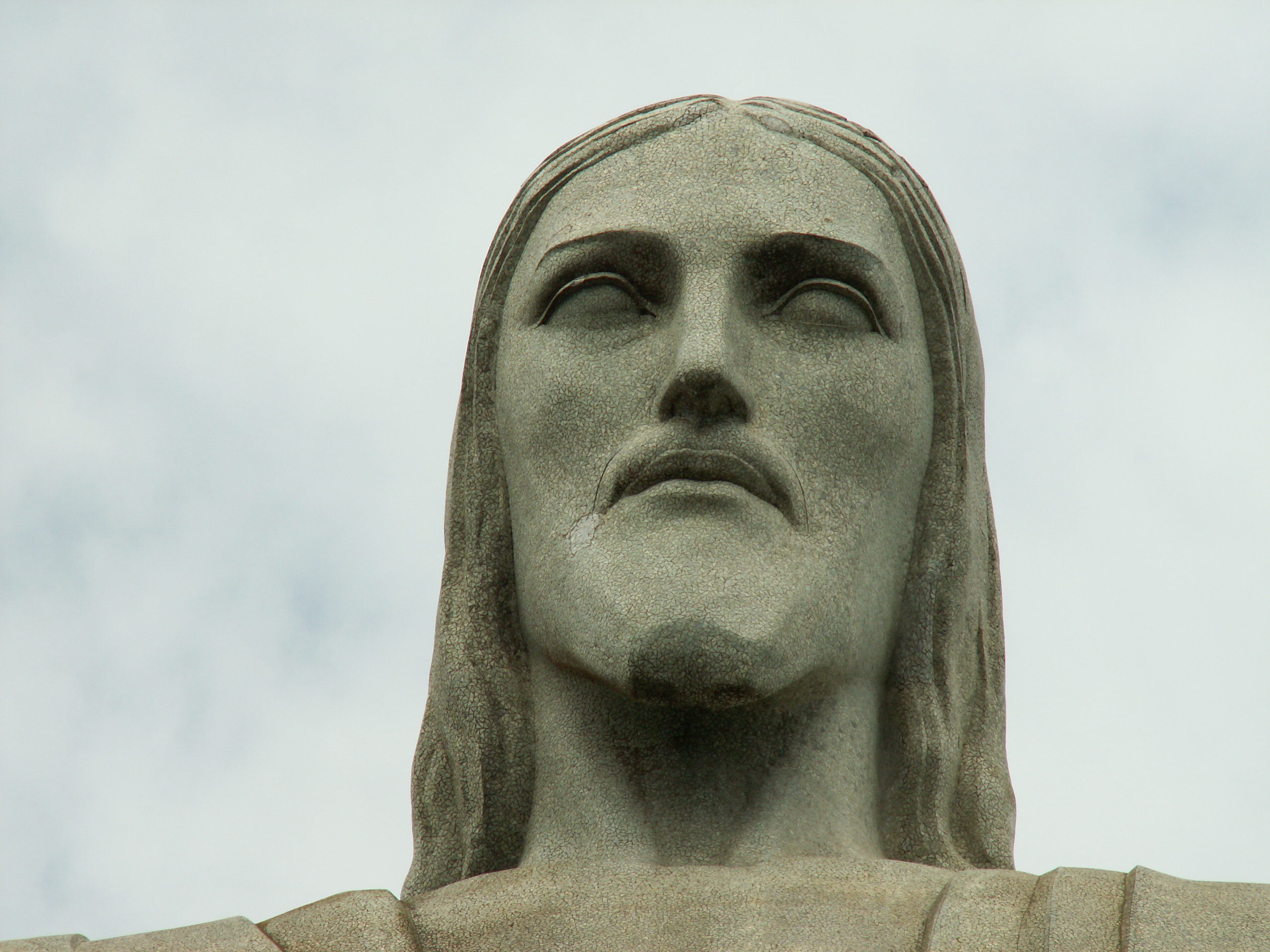
面對部分
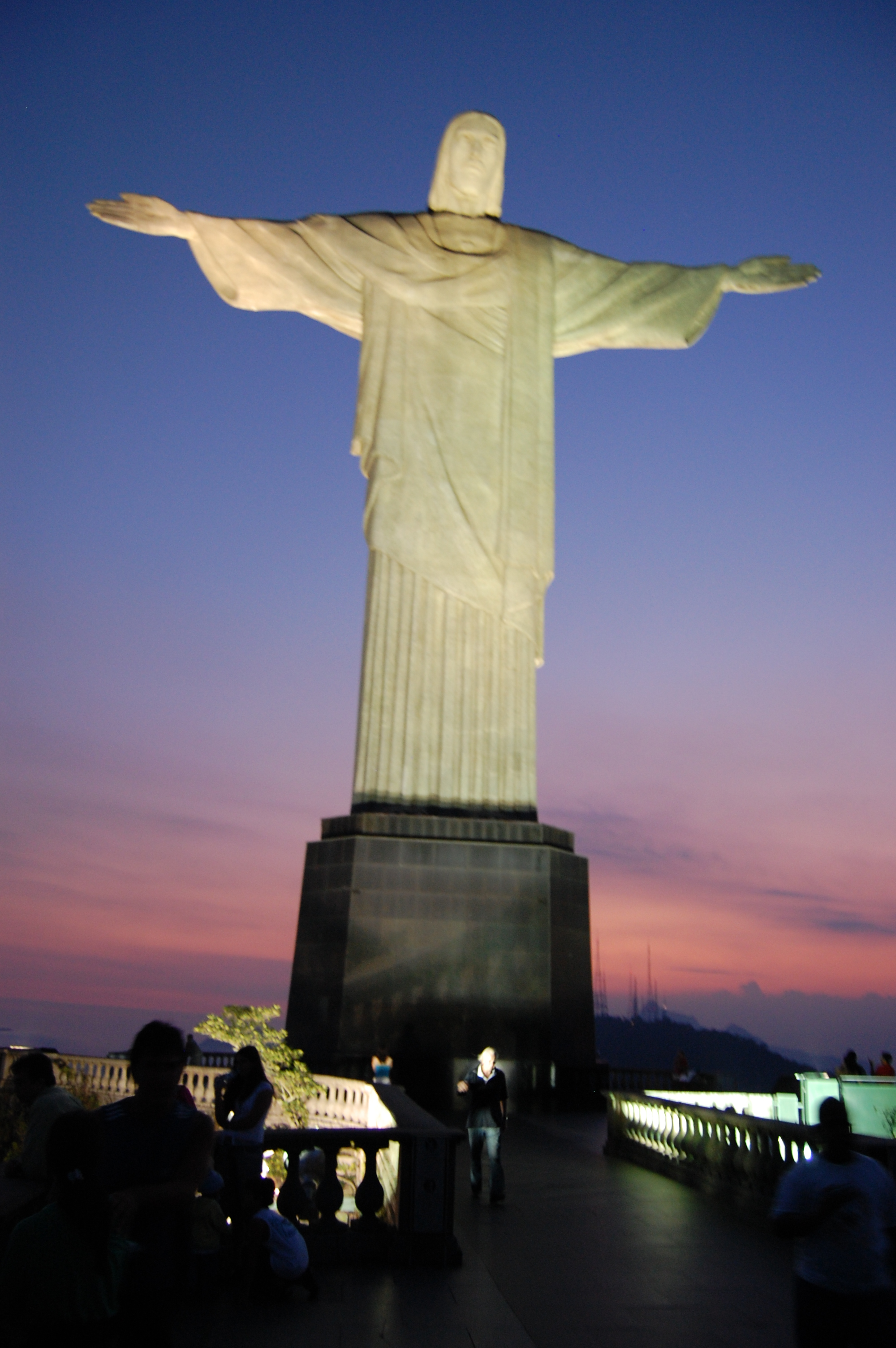
照明
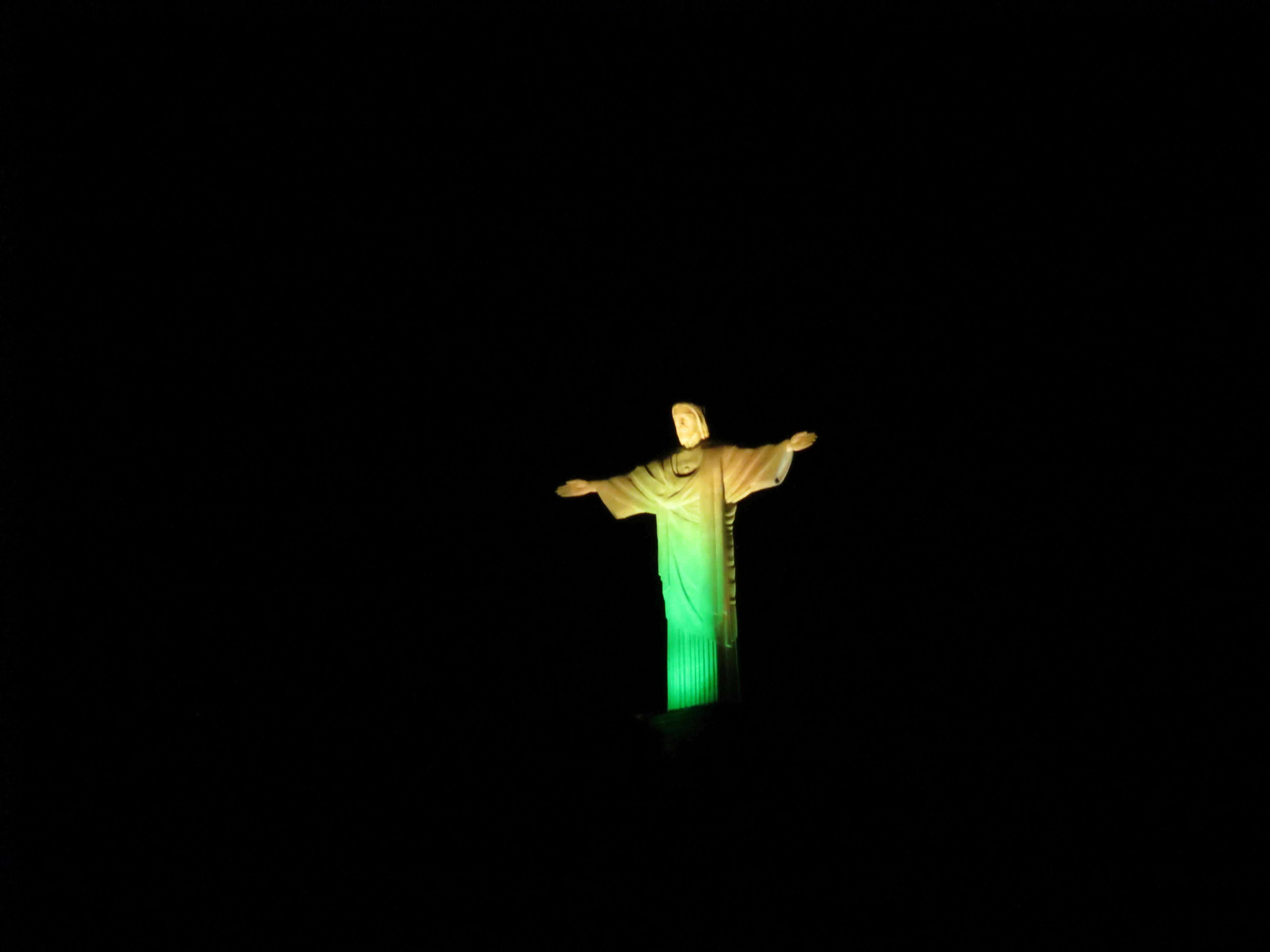
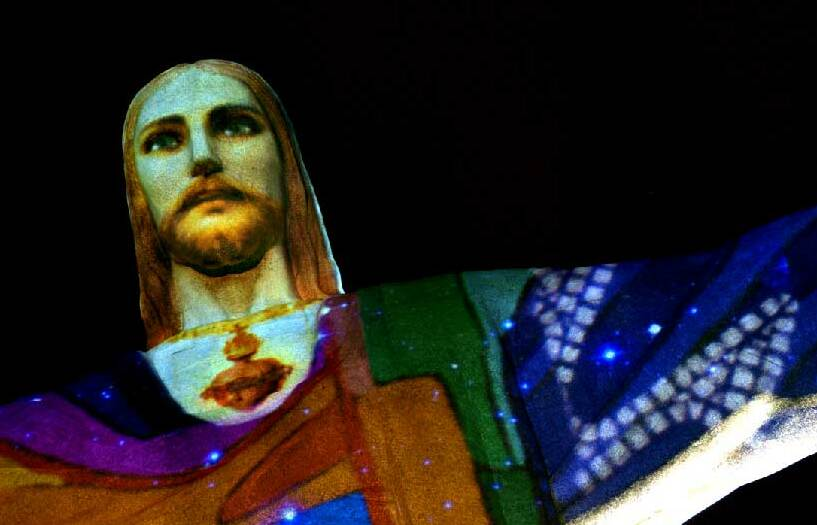

## 外部連結
- 官方網站
- 衛星圖像 (Google Maps) （页面存档备份，存于）
- 地圖 (葡萄牙語)
- Google Earth的3D模型 （页面存档备份，存于）
- 選舉新七大奇觀，救世基督像為候選之一 （页面存档备份，存于）